# 安定里 (屏東縣堡里)
安定里，是台灣南部日本統治初期存在的一個行政區劃，其範圍即今屏東縣的滿州鄉東南部。
安定里北邊接壤長樂里，東邊瀕臨太平洋，南邊比鄰至厚里，西邊依著永靖里。

## 管轄街庄
安定里共轄2個庄：
- 今滿州鄉境內：豬朥束庄、港口庄